# Bunker Hill (Los Ángeles)
Bunker Hill es una prominencia histórica que tradicionalmente separó el centro de Los Ángeles del resto de la ciudad hacia el oeste antes de que la colina fuera atravesada por un túnel en Second Street en 1924.
A finales del siglo XX, la colina fue nivelada y toda el área fue remodelada para reemplazar los viejos edificios de cemento con modernos rascacielos y otras estructuras destinadas a residencias, comercios, entretenimiento y educación.

## Historia

### Desarrollo temprano
En 1867 un desarrollador adinerado Prudent Beaudry compró la mayoría de las tierras de la colina, debido a las excelentes vistas de la colina de la Cuenca de Los Ángeles y el Río Los Ángeles, sabía que sería una subdivisión opulenta. Desarrolló la cumbre de Bunker Hill con espléndidas casas victorianas de dos pisos que se hicieron famosas como casas para los residentes de clase alta de Los Ángeles. Angels Flight, ahora conocido como Ferrocarril más corto del mundo, llevó a los residentes a casa desde la parte inferior de la calificación del 33 % y bajó nuevamente.
Inicialmente un suburbio residencial Bunker Hill retuvo su carácter exclusivo hasta el final de la Primera Guerra Mundial, pero ante el crecimiento urbano incrementado alimentado por un extenso sistema de tranvías, sus residentes ricos comenzaron a partir hacia enclaves en el Westside y Pasadena. Las casas de Bunker Hill se subdividian cada vez más para acomodar a los inquilinos, aun así, Bunker Hill era en este momento "el barrio más poblado y urbano de Los Ángeles". En la Segunda Guerra Mundial la autopista Pasadena, construida para llevar a los compradores al centro de la ciudad, estaba alejando a más residentes. La construcción adicional de autopistas de la posguerra dejó el centro de la ciudad comparativamente vacío de personas y servicios. Las una vez grandes mansiones victorianas de Bunker Hill se convirtieron en el hogar de pensionistas empobrecidos.

### Proyecto de Reurbanización de Bunker Hill
En 1955 los planificadores de la ciudad de Los Ángeles decidieron que Bunker Hill requería un proyecto masivo de limpieza de barrios marginales. La parte superior de Bunker Hill fue limpiada de sus casas y luego aplanada como la primera etapa del Proyecto de Reurbanización de Bunker Hill para poblar Bunker Hill con modernas plazas y edificios. Cuando finalmente se elevó el límite de altura de los edificios de Los Ángeles (anteriormente los edificios estaban limitados a 150 pies), los desarrolladores construyeron algunos de los rascacielos más altos de la región para aprovechar la densa zonificación existente en la zona. Al aprobar tales proyectos, la ciudad buscó proyectar una imagen moderna y sofisticada.
El proyecto es el proyecto de reurbanización más largo en la historia de Los Ángeles, la mayoría de los rascacielos en Bunker Hill se construyeron en la década de 1980 con un nuevo rascacielos o dos que se terminan casi todos los años. Sin embargo el ímpetu disminuyó en la década de 1990 poco después de que se terminara la historia de los dos y dos Dos California Plaza. En 1999 la tasa de vacantes para los rascacielos comerciales del centro de la ciudad era del 26 %, una de las más altas del país en ese momento, se cancelaron las torres de oficinas planificadas, incluida California Plaza Three y la cercana Metrópolis de cuatro torres (que volvió a la vida en 2005).

## Área actual
Muchos de los edificios más antiguos y los rascacielos tempranos que rodean Bunker Hill están experimentando una reutilización adaptativa de comercial a residencial. Esta tendencia comenzó en el año 2000, cuando el Concejo Municipal de Los Ángeles aprobó una Ordenanza de Reutilización Adaptable que permite que los edificios viejos de oficinas no utilizados se urbanicen como apartamentos o "lofts". Los desarrolladores se dieron cuenta de que había un alto nivel de demanda reprimida de vivir en el centro de la ciudad o cerca de él, tanto por artistas como por empleados de diversas empresas del distrito financiero y trabajadores del gobierno en el Centro Cívico y que podían sacar provecho de la vivienda para satisfacer tales necesidades.
Debido a la popularidad del Nuevo urbanismo en California, la ciudad ha requerido que los desarrolladores construyan edificios residenciales de uso mixto tanto como sea posible. Esto significa que el primer piso de tales desarrollos residenciales está dedicado a los minoristas comerciales, de modo que los residentes no tienen que conducir constantemente para todos sus viajes de compras y los edificios presentan una fachada más acogedora para los transeúntes en la acera.
Contribuir al resurgimiento de Bunker Hill ha sido la construcción de lugares públicos, como la Sala de Conciertos Walt Disney y la Catedral de Nuestra Señora de los Ángeles, y el Museo de Arte Contemporáneo, así como la Escuela Colburn, una escuela comunitaria de artes escénicas. y conservatorio colegial. En febrero de 2007 se aprobaron $2050 millones para el Proyecto Grand Avenue que durante los próximos 10 años traerá más de 2000 nuevas unidades residenciales, más de 400 de ellas son unidades asequibles para todos los grados de familias de bajos ingresos; 1 millón de pies cuadrados (93 000 m²) de espacio para oficinas; un hotel Mandarin Oriental; 600 000 pies cuadrados (56 000 m²) de espacio comercial y de entretenimiento; y el Grand Park, conectando City Hall con Bunker Hill. El espacio de oficina y las unidades residenciales se encontrarán en varios rascacielos de entre 35 y 55 pisos cada uno. Los proyectos planificados cercanos incluyen L.A. Live en la calle Figueroa y el bulevar Olímpico en South Park (el extremo sur del área de Bunker Hill). Un nuevo gran museo de arte moderno, The Broad, inaugurado el 20 de septiembre de 2015 al lado de Disney Hall.
El tranvía Angels Flight que fue reconstruido en 1996 cerca de donde se encontraba originalmente y se cerró después de un accidente fatal en 2001 reabrió el 15 de marzo de 2010 para proporcionar un enlace entre Bunker Hill y el revitalizado centro de la ciudad. Una señal del éxito del renacimiento del centro de la ciudad es que la tasa de vacantes en la oficina para el cuarto trimestre de 2004 fue del 16 %, en comparación con el 19 % de 2003 y el 26 % de 1999.

### Mezcla de opciones de vivienda
Mientras que los desarrolladores construyen principalmente viviendas a precio de mercado en Bunker Hill hoy, la ciudad de Los Ángeles tiene leyes, reglas y ordenanzas muy estrictas que promueven la inclusión de todos los niveles de ingresos en la combinación residencial. Algunos ejemplos incluyen incentivos para la creación de viviendas asequibles (en lugar de viviendas a precio de mercado), la preservación de viviendas asequibles existentes, el desarrollo de viviendas asequibles por la propia ciudad (en lugar de esperar a los desarrolladores privados) y otros. La ciudad ha escrito documentación sobre el desarrollo de viviendas asequibles.
Sobre el tema de la construcción de viviendas asequibles para personas de ingresos muy bajos a moderados la Directora Municipal Jane Blumenfeld dijo: "Estamos tratando de hacer que sea atractivo construir [en el centro] y obtener esta vivienda asequible adicional que normalmente no tendríamos. Necesitamos una cantidad adecuada de viviendas de bajos ingresos para que en 20 años Downtown no se convierta en un vecindario exclusivo".
El edificio de apartamentos Emerson, propiedad de Related Companies, tiene 271 unidades de las cuales 216 se alquilan a precios de mercado. Las otras 55 unidades tienen tasas subsidiadas para los inquilinos cuyos ingresos anuales son inferiores al 50 % de la mediana local que fue de $42 700 para una familia de cuatro en 2014.

## En la cultura popular

### Radio
En el programa de radio "Las aventuras de Philip Marlowe" con el episodio llamado "Baton Sinister" del 17 de septiembre de 1949 se hace referencia a Angels Flight ya que Marlowe tiene una cita en Bunker Hill.

### Cine
En las décadas de 1940 y 1950 Bunker Hill era un escenario cinematográfico popular, especialmente en el género cine negro, debido a sus casas victorianas, sus laberínticos apartamentos en la ladera y casas de mala muerte, su funicular Angels Flight y su media (o al menos miserable) calles. Fue utilizado extensamente en películas criminales como Cry Danger (1951), Kiss Me Deadly (1956), Criss Cross (1949), Joseph Losey's M (1951) y Angel's Flight (1965). El director Curtis Hanson recreó Bunker Hill en otro vecindario con colinas en su película ganadora del Óscar L.A. Confidential (1997). Kent Mackenzie hizo una película en 1956 llamada Bunker Hill que trataba sobre el desplazamiento de los residentes que tuvieron que dejar paso a la construcción. Otra película de Mackenzie que se ambientó en la zona, su película neorrealista y semidocumental The Exiles (1961) muestra la vida de una tribu de indios urbanos en Bunker Hill a fines de la década de 1950.
Bunker Hill era un destino de muchos artistas y fotógrafos locales, algunos en su apogeo, otros ya que estaba siendo demolido y reconstruido, entre estos últimos estaba el fotógrafo de Los Ángeles Ray McSavaney.
Angels Flight y su barrio Third Street, c. 1930, fueron recreados en Sudáfrica para el rodaje de Ask the Dust (2006), basado en la novela de John Fante, que se estableció en el distrito en la década de 1930. Fante también escribió un libro llamado Sueños de Bunker Hill, su última novela, dictada cerca de la muerte de su esposa.
El 2nd Street Tunnel en Bunker Hill es ampliamente utilizado en cine y publicidad.

### Música
Bunker Hill es también el título (y se menciona en) la canción de 1992 del álbum Free-For-All del trasplante de Angelino Michael Penn y una canción B-Side de la banda Red Hot Chili Peppers, el libro de Jim Dawson de 2008, Angels Flight, incluye varios capítulos, con muchas docenas de fotos antiguas, sobre Bunker Hill y sus antecedentes literarios y cinematográficos.

### Otros medios
Está representado en el videojuego de 2013 Grand Theft Auto V como "Pillbox Hill" ("Pillbox" y "Bunker" siendo similar) en la versión del juego de Los Ángeles como Los Santos.